# Campionati mondiali di boogie woogie
I Campionati mondiali di boogie woogie sono la massima competizione internazionale di boogie woogie.
Sono organizzati dalla WRRC e si sono svolti a cadenza annuale a partire dal 1991.

## Edizioni
| 1991 Dettagli | Stockach  | Gregor Lechner & Anja Schlechta                      | Christian Punk & Karin Seifert                       | Reto Gurt & Mélanie Stocker-Bücher           |     |
| 1992 Dettagli | n/d       | Angelo Rensi                                         | lAntonio La porta Maria Cristina Facheris            | n/d                                          | n/d |
| 1993 Dettagli | Neuhausen | Marcus Koch & Bärbl Kaufer                           | Reto Gurt & Mélanie Stocker-Bücher                   | Dieter Stanowski & Christiane Nomer          |     |
| 1994 Dettagli | Basilea   | Reto Gurt & Mélanie Stocker-Bücher                   | Christian Punk & Karin Seifert                       | Filippo Buccomino & Tiziana Sperzagni        |     |
| 1995 Dettagli | Neuhausen | Reto Gurt & Mélanie Stocker-Bücher                   | Marcus Koch & Bärbl Kaufer                           | Christian Punk & Karin Seifert               |     |
| 1996 Dettagli | Veldhoven | Michael Grimm & Andrea Schiffer                      | Christer Isberg & Ann Isberg                         | Andrea Pantaleo & Andrea Schrödter           |     |
| 1997 Dettagli | Davos     | Michael Grimm & Andrea Schiffer                      | Marcus Koch & Bärbl Kaufer                           | Andrea Pantaleo & Andrea Schrödter           |     |
| 1998 Dettagli | Sciaffusa | Michael Grimm & Andrea Schiffer                      | Marcus Koch & Bärbl Kaufer                           | Mario Di Jorio & Luisa Di Jorio              |     |
| 1999 Dettagli | Lione     | Michael Grimm & Andrea Schiffer                      | Toni Rindone & Catherine Triantafyllou               | Patrick Outers & Vinciane Brisbois           |     |
| 2000 Dettagli | Neuhausen | Michael Grimm & Andrea Schiffer                      | Toni Rindone & Catherine Triantafyllou               | Andrea Pantaleo & Doris Prehus               |     |
| 2001 Dettagli | Tampere   | Toni Rindone & Catherine Triantafyllou               | Grzegors Kovjalczyk & Marta Bartnicka                | Fabian Schünke & Doreen Weisser              |     |
| 2002 Dettagli | Sciaffusa | Andreas Berg & Jessica Lennartsson                   | Fabian Schünke & Doreen Weisser                      | Jørgen Brudal Sandnes & Aina Nygård          |     |
| 2003 Dettagli | Riesa     | Andreas Berg & Jessica Lennartsson                   | Fabian Schünke & Doreen Weisser                      | Henric Stillman & Joanna Eriksson            |     |
| 2004 Dettagli | Tampere   | Jørgen Brudal Sandnes & Aina Nygård                  | Andreas Berg & Jessica Lennartsson                   | Rémy Kouakou Kouame & Sarah Montalban        |     |
| 2005 Dettagli | Sciaffusa | Jørgen Brudal Sandnes & Aina Nygård                  | Andreas Berg & Jessica Lennartsson                   | Henric Stillman & Joanna Eriksson            |     |
| 2006 Dettagli | Stoccarda | Rémy Kouakou Kouame & Sarah Montalban                | Oliver Massart & Carole Rion                         | Marco La Rosa & Sonia Salsedo                |     |
| 2007 Dettagli | Halmstad  | Andreas Berg & Jessica Lennartsson                   | William Mauvais & Maéva Truntzer                     | Henric Stillman & Joanna Ericsson            |     |
| 2008 Dettagli | Varberg   | William Mauvais & Maéva Truntzer                     | Rémy Kouakou Kouame & Sarah Montalban                | Rikard Ekstrand & Johanna Johansson          |     |
| 2009 Dettagli | Stoccarda | William Mauvais & Maéva Truntzer                     | Thorbjørn Solvoll Urskog & Susanne Barkhald Sandberg | Marco La Rosa & Sonia Salsedo                |     |
| 2010 Dettagli | Sciaffusa | William Mauvais & Maéva Truntzer                     | Thorbjørn Solvoll Urskog & Susanne Barkhald Sandberg | Andreas Myrehag & Marielle Andersson         |     |
| 2011 Dettagli | Stoccarda | Thorbjørn Solvoll Urskog & Susanne Barkhald Sandberg | Pontus Persson & Isabella Gregorio                   | Grzegorz Cherubiński & Agnieszka Cherubińska |     |
| 2012 Dettagli | Fauske    | Thorbjørn Solvoll Urskog & Susanne Barkhald Sandberg | Pontus Persson & Isabella Gregorio                   | Rasmus Holmqvist & Tove Holmqvist            |     |
| 2013 Dettagli | Stoccarda | Thorbjørn Solvoll Urskog & Susanne Barkhald Sandberg | Pontus Persson & Isabella Gregorio                   | Grzegorz Cherubiński & Agnieszka Cherubińska |     |
| 2014 Dettagli | Molde     |                                                      | n/d                                                  | n/d                                          |     |

## Medagliere Storico
Il seguente medagliere è aggiornato alla XXII edizione (Stoccarda 2013).
| Posizione | Paese    | Oro | Argento | Bronzo | Totale |
| --------- | -------- | --- | ------- | ------ | ------ |
| 1         | Germania | 8   | 7       | 6      | 20     |
| 2         | Norvegia | 5   | 2       | 1      | 8      |
| 3         | Francia  | 4   | 2       | 1      | 7      |
| 4         | Svezia   | 3   | 6       | 5      | 14     |
| 5         | Svizzera | 2   | 1       | 1      | 4      |
| 6         | Belgio   | 1   | 3       | 0      | 4      |
| 7         | Polonia  | 0   | 1       | 2      | 3      |
| 8         | Italia   | 1   | 0       | 4      | 5      |
| Totale    | Totale   | 23  | 22      | 22     | 67     |